# Caserío Ugarte
El caserío Ugarte en Asteasu (Provincia de Guipúzcoa, España) es una edificación de gran volumen, situado de la vega de Behe Bailara, al pie de una loma.

## Descripción
Es de planta rectangular con cubierta de madera a dos aguas con gallur perpendicular a la fachada principal. Consta de dos plantas y desván.
La fachada principal, orientada al SE, está construida en mampostería con esquinales de piedras sillares. La planta baja presenta mampostería vista. En la primera planta y desván posee entramados de madera con la mampostería enfoscada y encalada. La fachada NE de mampostería presenta también en planta baja entramados de madera con paños de mampostería enfoscados y encalados. La fachada SW de mampostería presenta algunos huecos dintelados recercados de piedra sillar. Por este lado se accede directamente al pajar a través de un puente. La fachada NW, de mampostería, presenta seis huecos pequeños de ventana irregularmente distribuidos. 
El interior de este edificio se mantiene sobre catorce postes enterizos de madera de roble (dos de ellos son bastidores completos de bernias de lagar gótico), que se apoyan en zapatas de piedra en planta baja. Son los ejes de una estructura que conforma un lagar de viga gótico en su interior. El edificio, construido en el siglo XVI, fue ampliado en una crujía por el lado NW.